# Константинівка (Тлумацький повіт)
Константинівка (пол. Konstantynówka) — колишня німецька колонія в Тлумацькому повіті, яка розміщувалася між селами Гостів і Терновиця Пільна.

## Історія
До 1934& року Константинівка була окремою гміною (самоврядною громадою) Тлумацького повіту. У 1934—1939 роках село входило до об'єднаної сільської ґміни Рошнюв.
У 1939 році в селі мешкало 160 осіб (10 українців-греко-католиків і 150 німців).
Колонія була ліквідована радянською владою у 1940 році. Її мешканців було депортовано до Вартегау (Німеччина) згідно із сумнозвісною угодою Молотова — Ріббентропа. В даний час на місці колонії знаходяться орні поля обіч колишньої осьової вулиці.